# Jan Amos Jelinek
Jan Amos Jelinek (ur. 23 listopada 1982 w Zelowie) – polski pedagog, pracownik naukowo-dydaktyczny, profesor Akademii Pedagogiki Specjalnej im. Marii Grzegorzewskiej w Warszawie. Kierownik Zakładu Edukacji dla Zrównoważonego Rozwoju. Autor książek, artykułów i skryptów akademickich.

## Życiorys
Syn Wiery Jelinek oraz Mirosława Jelinka. Brat Ewy Jelinek. Mąż Agnieszki Jelinek oraz ojciec dwójki dzieci: Marcina Jelinka (ur. 2011) oraz Łucji Jelinek (ur. 2014).
Ukończył kierunek Pedagogika szkolna i korekcyjna na Chrześcijańskiej Akademii Teologicznej. Tytuł licencjacki uzyskał w 2004 roku. Od 2003 roku studiował na kierunku Pedagogika osób niepełnosprawnych intelektualnie (oligofrenopedagogika) na Akademii Pedagogiki Specjalnej im. Marii Grzegorzewskiej w Warszawie. Tytuł magistra w zakresie pedagogiki uzyskał w 2007 roku. Na APS uzyskał także stopień doktora nauk humanistycznych w 2013 roku. Broniona dysertacja nosiła tytuł Jak dzieci uczą się matematyki korzystając z komputerowych programów multimedialnych. Dysertacja była pisana pod opieką naukową prof. dr hab. Edyty Gruszczyk-Kolczyńskiej. Dyplom doktora habilitowanego uzyskał w 2021 roku na Akademii Pedagogiki Specjalnej im. Marii Grzegorzewskiej w Warszawie. Osiągnięciem naukowym była publikacja pt.: Dziecięca astronomia. Intuicje i zarysy pojęć astronomicznych: mity, wyniki badań i wnioski pedagogiczne. Recenzentem publikacji była prof. zw. dr hab. Edyta Gruszczyk-Kolczyńska (Akademia Pedagogiki Specjalnej) oraz prof. Jerzy Kreiner (Uniwersytet Pedagogiczny).
Jan Amos Jelinek jest autorem koncepcji wspierania rozwoju zainteresowań technicznych u dzieci oraz koncepcji wspierania rozwoju poznawczego dzieci poprzez gry strategiczne. Autor książek i artykułów naukowych i popularnonaukowych, gier edukacyjnych.
W 2016 roku otrzymał brązowy krzyż zasługi.

## Koncepcja wspierania rozwoju zainteresowań technicznych u dzieci Jana Amosa Jelinka[2]
Koncepcja wspierania rozwoju zainteresowań technicznych autorstwa Jana Amosa Jelinka u dzieci adresowana jest do dzieci w wieku przedszkolnym i szkolnym. Zakłada wspieranie motorycznego i umysłowego dzieci poprzez organizowanie sytuacji praktycznych, problemów technicznych i wspieranie dzieci do budowania ustrukturalizowanej wiedzy technicznej.
Jan Amos Jelinek wskazuje, że powodem opracowania koncepcji nauczania techniki wśród dzieci jest nieaktualna metodyka edukacji technicznej (problem ten zauważa także Teresa Janicka-Panek i Waldemar Furmanek). Autor zauważa, że technika, mimo że formalnie jest realizowana w wymiarze jednej godziny tygodniowo na poziomie przedszkola i wczesnej edukacji to nie realizuje się jej w sposób odróżniający od papieroplastyki. Z kolei nowe trendy zastępowania techniki robotyką i programowaniem nie zastąpią kształtowania umiejętności praktycznych i umiejętności posługiwania się narzędziami takimi jak zszywacz, dziurkacz i młotek.
Jan Amos Jelinek uważa, że edukacja techniczna wymaga zmiany, a u jej podstawy należy opracować podejście, które umożliwiałoby realizację celów edukacji technicznej w aktualnie panujących warunkach przedszkola i klas I-III. Z raportu Fundacji edTech Poland wynika, że aż 89% szkół w Polsce nie posiada pracowni technicznej. Bez odpowiednich warunków nauczyciele nie mają możliwości kształtować u dzieci umiejętności manualnych i majsterkowiczowskich.
Koncepcja edukacji technicznej Jana Amosa Jelinka opisana została w książce Dziecko konstruktorem. Rozwijanie zadatków uzdolnień technicznych wśród dzieci przedszkolnych i uczniów klas I-III. Zakłada ona wspieranie rozwoju naturalnych zainteresowań dziecięcych i stymulowanie dziecka w zakresie konstruowania ustrukturalizowanej wiedzy technicznej. Podstawą wspierania dzieci w zakresie kompetencji technicznych (w tym sprawczości manualnej i wiedzy technicznej) są naturalnie ujawniające się zainteresowania. Jelinek zauważa, że ujawniają się one w zabawach konstrukcyjnych, majsterkowaniu oraz fascynacji urządzeniami. Odpowiednio do tych zainteresowań opracował metodykę wspierania rozwoju dzieci w formie aktywności konstrukcyjnych oraz wspierania ustrukturalizowanej wiedzy technicznej.

### Zabawy konstrukcyjne[2][10]
Wspieranie dzieci we wczesnych, naturalnie ujawniających się zabawach konstrukcyjnych zarówno chłopców jak i dziewczynek powinno polegać nie tylko na organizowaniu dzieciom przestrzeni do samodzielnych, swobodnych zabaw w budowanie. Jelinek uważa, że dzieci, powinny być stymulowane w zakresie konstruowania z klocków poprzez organizowanie odpowiednich sytuacji zadaniowych. Sugeruje wykorzystanie pięciu form organizowania zabaw konstrukcyjnych opisanych przez L.A. Paramonowa. Należą do nich:
1. konstruowanie swobodne,
2. konstruowanie odtwórcze (ćwiczące umiejętności skupiania uwagi, spostrzegania, pamięć i wyobraźni przestrzennej),
3. konstruowanie budowli na zadany temat (szczególnie nastawione na rozwój twórczości konstrukcyjnej, ujawniające różne podejścia i możliwości przedstawiania tego samego tematu),
4. konstruowanie z uwzględnieniem warunków (charakteryzujące organizowanie sytuacji technicznych, w których dzieci muszą spełnić określone wymagania) oraz
5. konstrukcje szkieletowe – eksperymentowanie z budowlą dzieci intuicyjnie poznają zjawiska fizyczne).

W trakcie zabaw konstrukcyjnych dzieci tworzą w umyśle schematy konstrukcyjne np. domu i mostu. Schematy te będą rozszerzane i uszczegółowiane na kolejnych poziomach aktywności technicznej tj. podczas majsterkowania (poprzez konstruowanie domu z pudełek tekturowych czy drewna) oraz poznawania mechanizmów i urządzeń (np. procesów technologicznych doprowadzania wody i prądu do domu).

### Majsterkowanie[2][3]
Majsterkowanie – drugi obszar zainteresowań technicznych –to czynności konstrukcyjne z wykorzystaniem narzędzi i spoiw, aby tworzyć bardziej trwałe konstrukcje (względem budowli klockowych). Jan Amos Jelinek zauważa, że majsterkowanie wymaga posiadania odpowiednich warunków (np. warsztatów i pracowni technicznych). Tymczasem dzieci w warunkach domowych wykorzystują stoły, krzesła i koce, aby z ich pomocą tworzyć schronienia (potocznie zwane bazami). Zdaniem Jelinka tego typu działalność również jest elementem majsterkowania, ale ze względu na brak możliwości użycia narzędzi i spoiw nazywa tę formę aktywności majsterkami. Majsterki ujawniają się w naturalnie i w warunkach, gdy dzieci nie mając do dyspozycji prawdziwych narzędzi (i warunków do ich wykorzystania) stosują dostępne w swoim otoczeniu materiały, które nie są przygotowane, aby je razem łączyć. Tworzą z nich konstrukcje, które z wyglądu i funkcji przypominają prawdziwe urządzenia. W swojej koncepcji edukacji technicznej Jelinek zachęca do budowania razem z dziećmi szałasów w ogrodzie przedszkolnym lub lesie, a w sali przedszkolnej i szkolnej miniaturowych wersji szałasów. Następnie zachęca do tworzenia modeli domów z gipsowych cegieł. Czynności, które wykonuje podczas zajęć z dziećmi zmierzają do przeprowadzenia dzieci przez konstrukcje domów zgodne z myślą cywilizacyjną – człowiek najpierw uczył się budować szałasy, potem domy z drewna, a potem ceglane. Działania te wpisują się w ideę paralelizmu naukowego w dydaktyce Romana Dudy. Tego typu aktywności są przyczynkiem prawdziwych czynności majsterkowania, w tym tworzenia szałasów, pracy w drewnie, metalu itd.

### Dziecięca fascynacja urządzeniami[2][5]
Trzecim obszarem zainteresowań technicznych jest dziecięca fascynacja urządzeniami. Jan Amos Jelinek zwraca uwagę, że ten obszar edukacji jest szczególnie zaniedbany. Zauważa, że metodyka zapozowania dzieci z urządzeniami nie jest wystarczająca. Procedura pokazu N.N. Poddjakowa, która zakłada prezentację urządzenia zakłada, że nauczyciel:
- poda - nazwę urządzenia,
- omówi - jego zastosowanie,
- opisze - wygląd przedmiotu,
- wymieni - inne podobne urządzenia,
- będzie - różnicował te urządzenia dla określenia podobieństw,
- omówi - części składowe,
- omówi - jak z niego korzystać oraz
- powie - czego nie należy z nim robić (kwestię bezpieczeństwa).

Jan Amos Jelinek zauważa, że tak realizowana metodyka, choć zgodna z procesem kształtowania się pojęć umysłowych to jest niewystarczająca. Nie wyjaśnia dziecku przyczyn powstania urządzenia ani nie pokazuje wielości zastosowań podstawowych mechanizmów. Nauczyciel podczas zajęć nie mówi dziecku co było powodem powstania takiego urządzenia (potrzeba). Jelinek zaznacza, że wystarczy podczas zajęć odwrócić tok zajęciowy i wyjść od istnienia problemu, poprzez wykonywanie czynności rękoma, wprowadzenie prostego narzędzia i jego automatyzację (w tym elektryfikację) można pozwolić dzieciom samodzielnie dojść do odkrycia współczesnego urządzenia.
Jan Amos Jelinek w ostrych słowach zaznacza, że zatrzymywanie się na prezentowaniu urządzeń (pokaz Poddjakowa) powoduje, że uzależniamy dzieci od techniki. Nauczyciel tłumaczący jak wykorzystać urządzenie nie wyjaśnia, jak radzić sobie w sytuacji, gdy nie mamy takich urządzeń. Co więcej, Jelinek dostrzega, że zatrzymywanie się na pokazie Poddjakowa jest pokazem urządzenia w izolacji. Tymczasem proces wynalazcy w procesie twórczym poszukiwali zastosowania znanych już mechanizmów do nowych urządzeń. Tak więc urządzenia, które prezentujemy nie są wytworami wyizolowanymi, ale podobnymi mechanicznie do siebie. Z tego względu oprócz pokazywania urządzeń pojedynczo należy prezentować je w zestawieniu z innymi, pokazując wielość zastosowań. Na przykład Jelinek zachęca, aby prezentować dzieciom mechanizmy kołowrotu (maszyna prosta), silnik elektryczny i pokazywać ich wielość zastosowań.
Etap zabaw konstrukcyjnych i majsterkowania, a także elementy budowania urządzeń służą wspieraniu sprawczości u dzieci. Te same etapy - odpowiednio organizowanych zajęć - wpływają także na kształtowanie rozwoju poznawczego (w tym myślenia i wyobraźni technicznej). W tych trzech etapach Jan Amos Jelinek komasuje wprowadzanie dzieci do świata urządzeń. Ten trzeci etap dzieli się na dwie części: (a) etap maszyn prostych, w którym dzieci powinny konstruować duże (na forum klasy) i małe modele urządzeń (wykonywane osobno przez każde dziecko) naśladujące działanie prawdziwych maszyn. W etapie drugim – urządzenia elektryczne (b) dzieci powinny konstruować proste obwody elektryczne i stopniowo przechodzić do bardziej skomplikowanych urządzeń. Na podstawie badań Jelinek zauważa, że dzieci przedszkolne, jeśli dysponują odpowiednio zorganizowanym zestawem przedmiotów potrafią samodzielnie konstruować obwody zamknięte z baterią, żarówką, brzęczykiem, silnikiem, włącznikiem i przewodami. Zaznacza, że przy odpowiednio organizowanych zajęciach dzieci w przedszkolu potrafią zbudować np. windę elektryczną, której kabina jedzie do góry i do dołu.
Wszystkie wymienione obszary aktywności dziecka – zabawy konstrukcyjne, majsterkowanie i budowanie wiedzy o urządzeniach – są kluczowe pod względem kształtowania procesów umysłowych (spostrzeganie, uwaga, pamięć i myślenie) oraz cech charakterystycznych dla twórczości technicznych (tj. myślenia technicznego, wyobraźni technicznej). Jan Amos Jelinek jest zdania, że wspieranie dzieci w tych obszarach powinno być zadaniem edukacji technicznej na poziomie przedszkola i wczesnej edukacji. Autor zakłada, że wspieranie naturalnie rozwijających się zainteresowań dziecięcych może doprowadzić do rozkwitu zadatków uzdolnień technicznych. Zagadnienie to – jak sam zauważa – nie jest obecnie w Polskiej literaturze, gdyż o uzdolnieniach technicznych mówi się dopiero w kontekście dzieci 10-letnich.
Wdrożenia koncepcji pedagogicznej w praktyce
Koncepcję edukacji technicznej Jan Amos Jelinek przekuł w autorskie programy edukacji technicznej dla przedszkola i szkoły (klas I-VI). Następnie realizując projekty innowacji pedagogicznej wdrożył je w praktyce w następujących projektach:
- Nowosądecki Projekt Edukacji Technicznej (od 2020 r.) realizowany we współpracy z Fundacją NEWAG oraz miastem Nowy Sącz
- Lubuski Projekt Edukacji Technicznej (od 2025 r.)

Celem realizacji projektów edukacji technicznej jest ustalenie skuteczności edukacyjnej programów i koncepcji, a także realizacja badań naukowych dla ustalenie aktualnych możliwości poznawczych i wykonawczych dzieci oraz diagnostyczne rozpoznanie zadatków uzdolnień technicznych - dzieci, które przejawiają wyższe od przeciętnych umiejętności techniczne.

## Koncepcja wpierania rozwoju umysłowego dzieci poprzez gry strategiczne[17]
Autorem koncepcji wspierania rozwoju umysłowego dziecka poprzez gry jest Jan Amos Jelinek. W swojej książce pt. Wpieranie rozwoju umysłowego dzieci poprzez gry strategiczne przedstawia koncepcję wykorzystania gier strategicznych w celu wspierania umysłowego dzieci. Podstawą ideą tej koncepcji jest dostrzeżona przez Autora luka pomiędzy wprowadzeniem dzieci do świata gier planszowych (Sztuka konstruowania gier opisana w książce Jak nauczyć dzieci sztuki konstruowania gier autorstwa Edyty Gruszczyk-Kolczyńskiej, Krystyny Dobosz i Ewy Zielińskiej) a metodykami gier królewskich (w tym szachów).
Jelinek uważa, że gry strategiczne dotychczas nie znalazły należytego miejsca w procesie wspierania rozwoju umysłowego dzieci. Powszechnie są wykorzystywane, ale nie zwraca się uwagi na kolejność tych gier, poziom komplikacji ruchu, liczbę możliwych rozwiązań itd. Zajmując się rozwojem poznawczym dzieci Jelinek zauważył, że gry strategiczne mają ogromny potencjał. Wytwarzają specyficzne warunki rywalizacji, w których dziecko wytęża umysł, aby zorientować się w stale zmieniających się warunkach gry i próbować osiągnąć wygraną.
Na podstawie przeprowadzonych badań Jelinek stwierdził, że skuteczne wspieranie rozwoju poprzez gry jest możliwe, jeśli (a) odpowiednio zmodyfikuje się gry, (b) uporządkuje je w kolejności od łatwiejszej do trudniejszej i (c) stopniowo będzie się wprowadzać gry, w których dozwala się bicie pionów przeciwnika. Uwzględniając te trzy zasady Jelinek opracował 12 etapów wprowadzania dzieci do świata gier strategicznych, którym odpowiadają (niekiedy zmodyfikowane) gry strategiczne pochodzące z różnych regionów całego świata. Etapami wprowadzania dzieci do świata gier wymienia:
- Etap 1. Gry polegające na zbieraniu i szacowaniu, kto weźmie ostatni przedmiot
- Etap 2. Gry polegające na blokowaniu przeciwnika
- Etap 3. Gry polegające na blokowaniu i na ustawieniu pionka na odpowiednim miejscu
- Etap 4. Gry polegające na blokowaniu i zamianie miejsc
- Etap 5. Gry polegające na blokowaniu i osiąganiu układu wygrywającego
- Etap 6. Gry samotniki polegające na zbijaniu
- Etap 7. Gry z podziałem na role polegające na blokowaniu
- Etap 8. Gry z podziałem na role polegające na blokowaniu i zbijaniu
- Etap 9. Gry z podziałem na role wykorzystujące blokowanie i zbijanie, w których liczniejszy przeciwnik ustawia swoje pionki na planszy
- Etap 10. Gry na blokowanie i zbijanie zbudowane na planszy niejednoliniowej

W książce zwraca uwagę na silne emocje, które ujawniają się podczas gry, na proces budowania strategii wygrywających konstruowanych przez dzieci oraz dziecięce strategie społeczne, które ujawniają się ponad powierzchnią planszy.

## Gry edukacyjne
Jan Amos Jelinek jest również autorem gier edukacyjnych, których główną cechą jest wspieranie orientacji przestrzennej i kombinatorycznego myślenia.
- MoMo (dawniej: Geokom). Link do strony Wydawnictwa PUS
- LABIrynt. Link do strony Wydawnictwa PUS
- Mistrz Getriko. Link do strony Wydawnictwa PUS
- Kubik. Link do strony Wydawnictwa PUS

## Publikacje książkowe
- Jelinek J.A. (2024), Wspieranie rozwoju umysłowego dzieci poprzez gry strategiczne, Warszawa, Wydawnictwo Difin.
- Jelinek J.A. (2022), Drogi i bezdroża kształtowania wiedzy astronomicznej u dzieci od czasów Jana Amosa Komeńskiego do czasów dzisiejszych, Warszawa, Wydawnictwo Naukowe Semper.
- Jelinek J. A. (2020), Dziecięca astronomia. Intuicje i zarysy pojęć astronomicznych: mity, wyniki badań i wnioski pedagogiczne. Warszawa, Wydawnictwo Akademii Pedagogiki Specjalnej.
- Jelinek J.A. (2018), Dziecko konstruktorem. Rozwijanie zadatków uzdolnień technicznych u dzieci przedszkolnych i uczniów klasach I-III, Kraków, Wydawnictwo Centrum Edukacyjne Bliżej Przedszkola.

## Ważniejsze artykuły naukowe i popularnonaukowe
- Jelinek J.A., Pawlak A. (2025), Pracownie techniczne – społeczne i prawno-organizacyjne aspekty tworzenia w szkole podstawowej, Problemy Opiekuńczo-Wychowawcze, 4, s. 3-16.
- Jelinek J.A. (2024), From the Spherical Earth Model to the Globe: The Effectiveness of a Planetary Model-Building Intervention. Education Science, 14(7), 761.
- Jelinek J.A. (2024), O konieczności przywrócenia majsterkowania w przedszkolu. Krótko o znaczeniu prac ręcznych i majsterkowania w rozwoju dziecka, Ruch Pedagogiczny, 1-2, s. 9-20.
- Jelinek J.A. (2023), O konieczności zmiany sposobu wyjaśniania dzieciom działania urządzeń, Pedagogika Przedszkolna i Wczesnoszkolna, 11(23), s. 253-262.
- Jelinek, J.A. (2023). Odtwarzanie wzorów konstrukcyjnych przez dzieci 4-, 5- i 6-letnie 70 lat temu i dzisiaj. Porównanie wyników badań, Lubelski Rocznik Pedagogiczny, 42(2), 77-91.
- Jelinek J.A. (2023), Rozwój pojęcia kształtu Ziemi u Polskich uczniów w wieku od 10 do 15 lat, Forum pedagogiczne, 2(13), s. 193-206.
- Jelinek J.A. (2022), Dziecięca geologia. Rozumienie przez dzieci 6, 7 i 8-letnie zjawiska wybuchu wulkanu, powstawania gór i zalegania śniegu na szczytach, Humanitas. Pedagogika i Psychologia, 2(65), s. 87-100.
- Jelinek J.A. (2022), Dziecięca Meteorologia. Rozumienie przez dzieci zjawisk pogodowych w różnych częściach świata, Edukacja Elementarna w Teorii i Praktyce,… 17(64), s. 25-38.
- Jelinek, J.A. (2021), Children’s Astronomy. Development of the Shape of the Earth Concept in Polish Children Between 5 and 10 Years of Age, Education Sciences, 11.
- Jelinek J.A. (2020), Children’s Astronomy. Shape of the earth, location of people on earth and the day/night cycle according to polish children between 5 and 8 years of age, Review of Science, Mathematics and ICT Education, 1(14), s. 68-87.
- Jelinek J.A. (2018), Dziecięca astronomia. Dominujące modele umysłowe kształtu Ziemi, lokalizacji ludzi na Ziemi i zjawiska dnia i nocy u dzieci od 5 do 10 roku życia, Edukacja Biologiczna i Środowiskowa, 3, s. 22-29.
- Jelinek J.A. (2017), Wprowadzenie do elektryczności w szkole, Edukacja Biologiczna i Środowiskowa, 3, s. 61-68.
- Jelinek J.A. (2017), Poznawanie zjawisk fizycznych na ekranie komputera przez uczniów II klasy szkoły podstawowej, Edukacja Biologiczna i Środowiskowa, 4, s. 54-60.
- Jelinek J.A. (2013), Uczenie się matematyki przez uczniów klasy pierwszej podczas korzystania z programów multimedialnych, Ruch pedagogiczny, 3, s. 181-194.